# Ultimul strămoș comun universal
Ultimul strămoș comun universal, cunoscut sub acronimul englezesc LUCA (last universal common ancestor), este cel mai recent strămoș comun al întregului set de organisme vii actuale. Un concept înrudit este cel de progenot. LUCA nu este considerat a fi prima formă de viață de pe Pământ, ci mai degrabă cea mai recentă care este ancestrală pentru toată viața actuală existentă. Deși nu există dovezi specifice ale fosilelor despre LUCA, acesta poate fi studiat comparând genomul tuturor organismelor moderne. 
Un studiu din 2016 a identificat un set de 355 de gene cel mai probabil să fi fost prezente în LUCA. Studiile din 2000 până în 2018 au sugerat un timp din ce în ce mai vechi pentru LUCA. În 2000, estimările au sugerat că LUCA a existat acum 3,5-3,8 miliarde de ani, câteva sute de milioane de ani înainte de cele mai timpurii dovezi fosile ale vieții. Un studiu din 2018 de la Universitatea din Bristol, aplicând un model de ceas molecular, plasează LUCA la scurt timp după 4,5 miliarde de ani în urmă, în Hadean. Se presupune adesea că LUCA (și probabil originile vieții în general), nu ar fi existat înainte de formarea Lunii care (conform Ipotezei impactului gigantic) ar fi transformat Pământul într-un loc nelocuibil, topind sau vaporizându-i suprafața.
Charles Darwin a propus pentru prima dată teoria descendenței comune universale printr-un proces evolutiv în cartea sa Despre originea speciilor din 1859: „De aceea, ar trebui să deduc din analogie că probabil toate ființele organice care au trăit vreodată pe acest pământ au descins dintr-o formă primordială, în care s-a suflat prima dată viața”. Biologii de mai târziu au separat problema originii vieții de LUCA.